# (1128) Astrid
(1128) Astrid ist ein Asteroid des Hauptgürtels, der am 10. März 1929 vom belgischen Astronomen Eugène Joseph Delporte in Ukkel entdeckt wurde.
Benannt ist der Asteroid nach Astrid von Schweden, der Königsgemahlin von Leopold III. von Belgien.